# 加里山

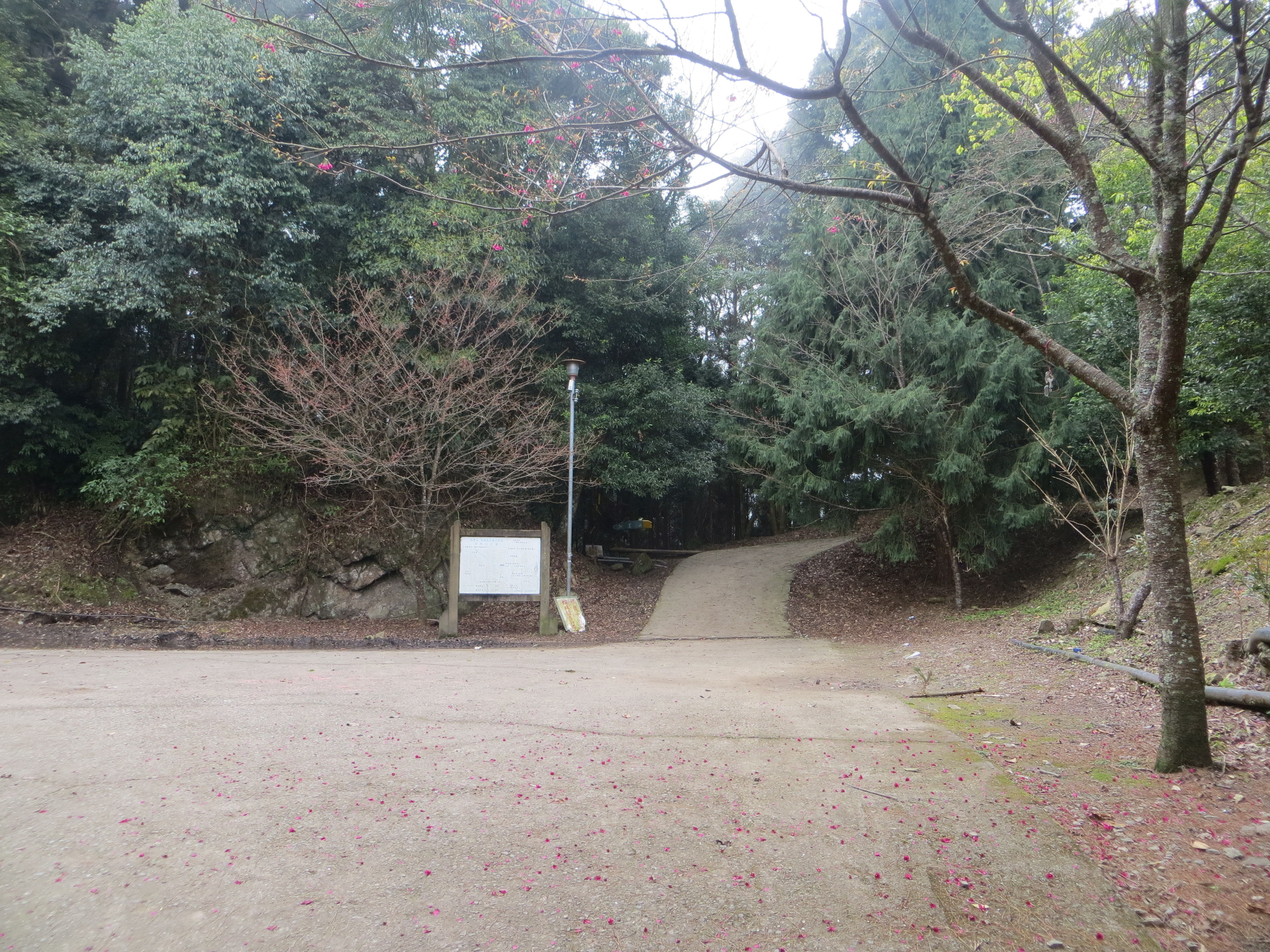
南庄鹿場部落端的加里山登山口

加里山位於台灣苗栗縣南庄鄉、泰安鄉，屬於加里山山脈，標高2220公尺，台灣小百岳之一，抑是苗栗主要河川中港溪、後龍溪之源流，有「苗栗縣山」之稱。古有「加里仙山」、「三台山」、「嘉璃山」之別稱。因山形似富士山，故又名「台灣富士山」。

## 地理

### 周邊山岳
以下為沿此山主要稜線分佈的周邊山岳：
- 沿東南轉東稜線：鹿場大山
- 沿北稜線：光天高山
- 沿西南轉西稜線：八卦力山

其餘周邊山岳尚有哈堪尼山（東側）、虎子山（南南西側）及橫龍山（西南側）。

### 源流河川
以下為發源於此山的河川：
- 風美溪（中港溪水系大東河支流）：發源於東南坡
- 大湳河、八卦力溪（中港溪水系南河支流）：發源於西坡
- 汶水溪支流（後龍溪水系）：發源於南坡
- 馬凹溪（後龍溪水系汶水溪支流）：發源於西南坡

## 註腳
1. ↑  楊貴三、沈淑敏（民99）。台灣全志，卷二，土地志，地形篇。南投市：台灣文獻館。
2. ↑  .   [2018-01-20]. （原始内容存档于2018-01-20）.
3. ↑  加里山植物介紹
4. 1 2  《台灣走透透：地圖王》，戶外生活圖書，2007年3月，第32－33、40－41頁

## 外部連結
- 自然步道 - 加里山登山步道 - 山林悠遊網 （页面存档备份，存于）
- 旅遊資訊 - 自然步道 - 加里山登山步道
- . Hikingbook Inc.   [2024-03-08]. （原始内容存档于2024-03-08）.